# Bessho Nagaharu
Bessho Nagaharu (別所 長治? n. 1558 – d. 2 februarie 1580) a fost un daimyō japonez din perioada Sengoku. Era fiul cel mai mare al lui Bessho Yasuharu. 
În 1578, Oda Nobunaga și-a chemat vasalii să atace clanul Mōri. Nagaharu aproape că a decis să conducă trupele Oda, dar după ce a auzit că generalul de origini relativ umile Hashiba Hideyoshi, pe care nu-l respecta, s-a aliat cu fracțiunea Oda pe care a condus-o în inițierea unei revolte, decât sa se alieze cu Hatano Hideharu din provincia Tanba. 
Acest lucru a determinat ca Nagaharu să fie încercuit de trupele lui Hideyoshi la ordinul lui Nobunaga. Nagaharu a luat o contrapoziție la Castelul Miki, începând Asediul lui Miki. Asediul nu a mers bine pentru Hideyoshi, iar cu o revoltă a lui Araki Murashige și cu ajutorul clanului Mōri Nagaharu au biruit împotriva forței lui Oda. Dar Hideyoshi s-a întors și de această dată în loc să lanseze un asalt direct, a lansat multiple atacuri împotriva castelelor mai mici precum Castelul Kamiyoshi și Castelul Sigata pentru a tăia sprijinul din partea lui Mōri. Aceasta a dus la o epuizare rapidă a alimentelor, iar în 1580, fără speranța unei alte întăriri din partea clanului Mōri, Nagaharu a comis seppuku în schimbul vieții trupelor din Castelul Miki.

## Vezi și
- Castelul Miki

- ja  Articolul japonez Wiki despre Bessho (20 sept. 2007)